# Gmina Kernu
Gmina Kernu (est. Kernu vald) – gmina wiejska w Estonii, w prowincji Harju.
W skład gminy Kernu wchodzi:
- 17 wsi: Allika, Haiba, Hingu, Kaasiku, Kabila, Kernu, Kibuna, Kirikla, Kohatu, Kustja, Laitse, Metsanurga, Mõnuste, Muusika, Pohla, Ruila, Vansi.